# Julio Enrique Prado Bolaños
Julio Enrique Prado Bolaños (Cumbal, 21 de noviembre de 1943) es un sacerdote y obispo colombiano que se desempeña como obispo emérito de Pasto.

## Biografía

### Formación
Ingresó al seminario conciliar de los Sagrados Corazones de Pasto, donde realizó los estudios de Filosofía y Teología. 
Adquirió el título de teólogo en la Pontificia Universidad Javeriana de Bogotá y se especializó en Filosofía y Humanismo en la Universidad Santo Tomás.

### Sacerdocio
Recibió la unción sacerdotal el 3 de diciembre de 1967, en su ciudad natal, de manos del obispo de Ipiales, Alonso Arteaga Yépez. 

## Episcopado

### Obispo Auxiliar de Cali
El papa Juan Pablo II, el 8 de julio de 1992, le nombró obispo auxiliar de Cali, y el 22 de agosto del mismo año recibió la ordenación episcopal en la catedral de Ipiales, de manos del obispo de dicha ciudad, Gustavo Martínez Frías. El papa le nombró obispo titular de Furnos Maior. 

### Obispo de Pasto
Fue asignado a la diócesis de Pasto el 2 de febrero de 1995.
Gran promotor de obras sociales, culturales y religiosas. Se destaca por haber fundado la Universidad Católica del Sur en el año 2018, como una gran aportación a la educación nariñense. 

### Renuncia
El 1 de octubre de 2020, el papa Francisco aceptó su renuncia al gobierno pastoral de al diócesis de Pasto, pasando a obispo emérito y seguirá viviendo en la ciudad de San Juan de Pasto.